# 10191 Scottbolton
10191 Scottbolton eller 1996 NU1 är en asteroid i huvudbältet som upptäcktes den 14 juli 1996 av NEAT vid Haleakalā-observatoriet. Den är uppkallad efter Scott J. Bolton.
Asteroiden har en diameter på ungefär 12 kilometer.